# Bitwa pod Kropiwną

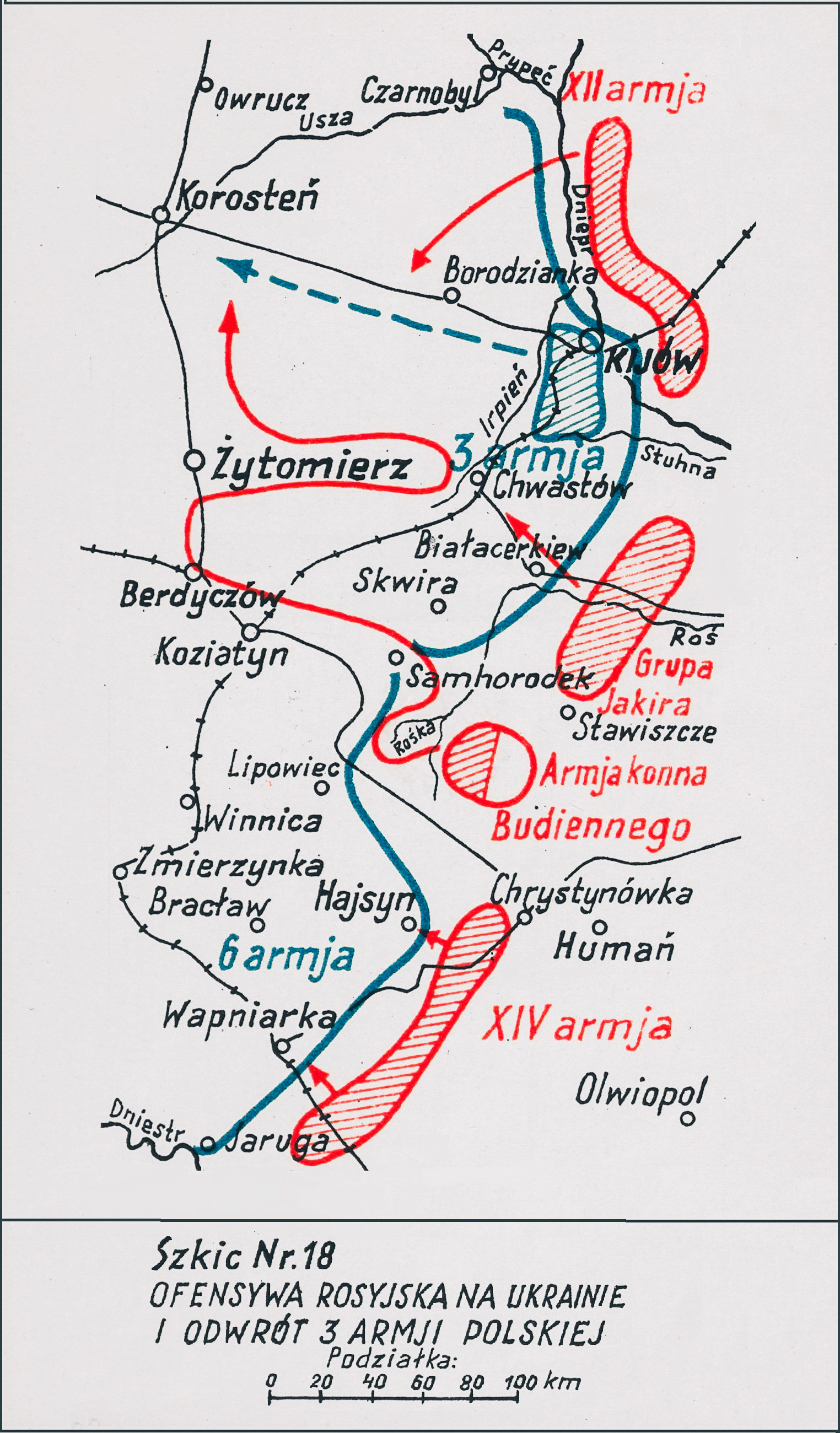
Adam Przybylski,
Wojna polska 1918–1921

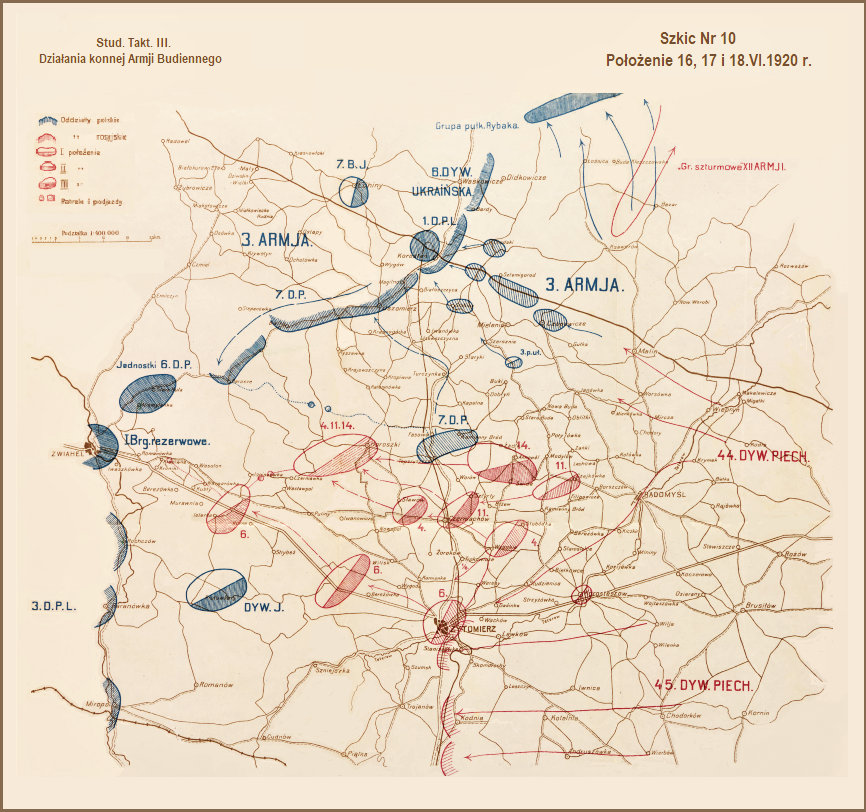
Mieczysław Biernacki,
Działania armji konnej Budiennego w kampanji polsko-rosyjskiej 1920 r.

Bitwa pod Kropiwną – walki polskiego 14 pułku ułanów i 2 pułku szwoleżerów z oddziałami sowieckiej 1 Armii Konnej Siemiona Budionnego toczone w okresie ofensywy Frontu Południowo-Zachodniego w czasie wojny polsko-bolszewickiej.

## Sytuacja ogólna
Po spektakularnym sukcesie wojsk polskich na Ukrainie i zajęciu 7 maja 1920 Kijowa, front ustabilizował się na linii od Prypeci, wzdłuż Dniepru, przez Białą Cerkiew, Skwirę, Lipowiec, Bracław, Wapniarkę do Jarugi nad Dniestrem.
Armia Czerwona wykorzystała zastój na reorganizację sił i przygotowanie ofensywy. W rejon działań przybyła 1 Armia Konna Siemiona Budionnego. 26 maja rozpoczęła się sowiecka ofensywa na Ukrainie, a już 5 czerwca trzy dywizje sowieckiej 1 Armii Konnej przełamały trwale polski front na odcinku obrony grupy gen. Jana Sawickiego.
Sowiecki plan kontrofensywy na Ukrainie przewidywał odcięcie polskiej 3 Armii gen. Edwarda Rydza-Śmigłego, zgrupowanej w rejonie Kijowa, poprzez opanowanie Korostenia siłami 12 Armii oraz Koziatyna i Żytomierza przez 1 Armię Konną Siemiona Budionnego.
10 czerwca odwrót spod Kijowa w kierunku na Korosteń rozpoczęła polska 3 Armia. Od wschodu na Korosteń kierowała się też Grupa Golikowa w składzie 25., 7 Dywizje Strzelców i Baszkirska Brygada Kawalerii, a od południowego zachodu 1 Armia Konna. Aby udaremnić zamiary nieprzyjaciela i osłabić konarmię, utworzona została grupa gen. Jana Romera (w jej składzie znajdowała się Dywizja Jazdy gen. Jana Sawickiego). Grupa miała uderzyć  na lewe skrzydło kawalerii sowieckiej. 16 czerwca polska 3 Armia dotarła do Uszy i rozpoczęła zajmowanie wyznaczonych jej pozycji obronnych.

## Walki pod Kropiwną
19 czerwca Dywizja Jazdy gen. Jana Sawickiego wycofała się za Słucz w rejon Rohaczowa. W związku z tym, że mosty były zniszczone przez saperów 3 Dywizji Piechoty Legionów i I Brygadę Piechoty (rez.), rzekę pokonano wpław, a amunicję przeniesiono po kładkach zbudowanych  na filarach spalonego mostu. Tabory dywizji przeszły drogą okrężną przez Baranówkę.
W tym czasie na Zwiahel maszerowała sowiecka 6 Dywizja Kawalerii.
20 czerwca 14 pułk ułanów i 2 pułk szwoleżerów otrzymały zadanie wsparcia działań 3 Dywizji Piechoty Legionów broniącej frontu nad Słuczą. Zdecydowano się wykonać wypad przed przedni skraj obrony, w kierunku na Kropiwną. Tam spotkano awangardy 1 Armii Konnej. Uderzono na nie od czoła, a dwa szwadrony 2 pułku szwoleżerów, pod wspólnym dowództwem por. Wincentego Karskiego, obeszły stanowiska nieprzyjaciela od północy.
Polscy szwoleżerowie rozproszyli sowieckie ubezpieczenia. Wzięto jeńców, zdobyto kilka ciężkich karabinów  maszynowych i cztery porzucone działa.